# ريتشارد كوفي
ريتشارد كوفي هو ملحن كندي، ولد في 28 مايو 1979 في بروكفيل في كندا.